# جزيرة ويلفيش

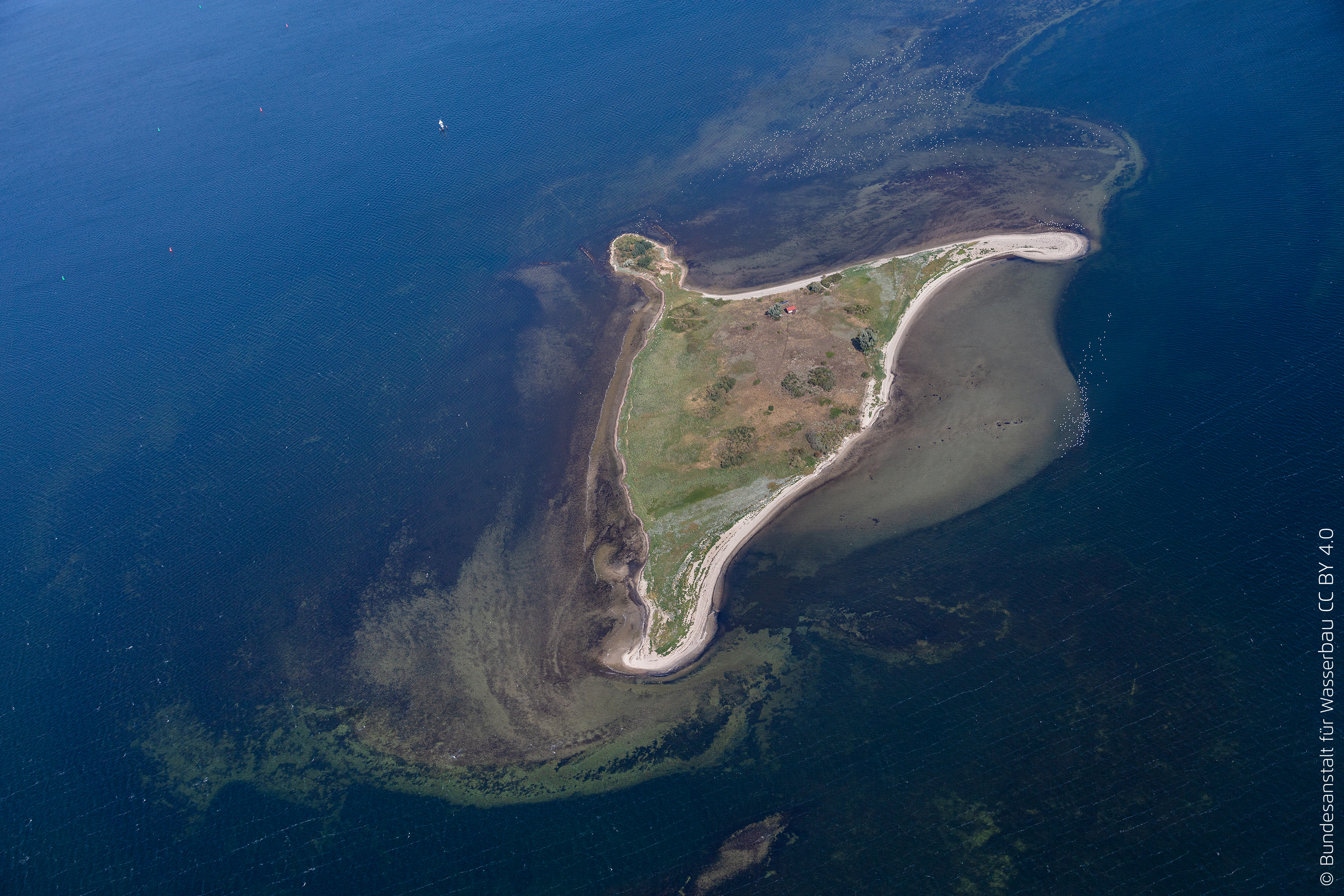
منظر جوي لجزيرة ويلفيش

جزيرة ويلفيش (بالألمانية: Walfisch)، هي جزيرة ألمانية غير مأهولة بالسكان، في خليج مكلنبورغ في بحر البلطيق.

## الموقع
تقع بين مدينة ويسمار (حوالي 4.5 كم شمالاً) وجزيرة بويل. الجزيرة مسطحة جدا لديها أقصى محيط من كاليفورنيا. 500 × 300 متر ، ومساحة سطحها 20 هكتار وهي محمية طبيعية.